# T-80
O T-80 é um tanque de fabricação russo-soviética. Foi desenvolvido nos finais dos anos 70, como resposta ao desenvolvimento dos tanques M1 Abrams, estadunidense e Leopard 2 alemão. O veículo se encontra atualmente em serviço e compõe o corpo blindado de países pertencentes ao antigo bloco soviético, entre outras forças armadas da Ásia oriental, como, por exemplo, nos exércitos da Ucrânia, da Bielorrússia, do Cazaquistão, da Rússia, do Chipre e da Coreia do Sul.

## Desenvolvimento

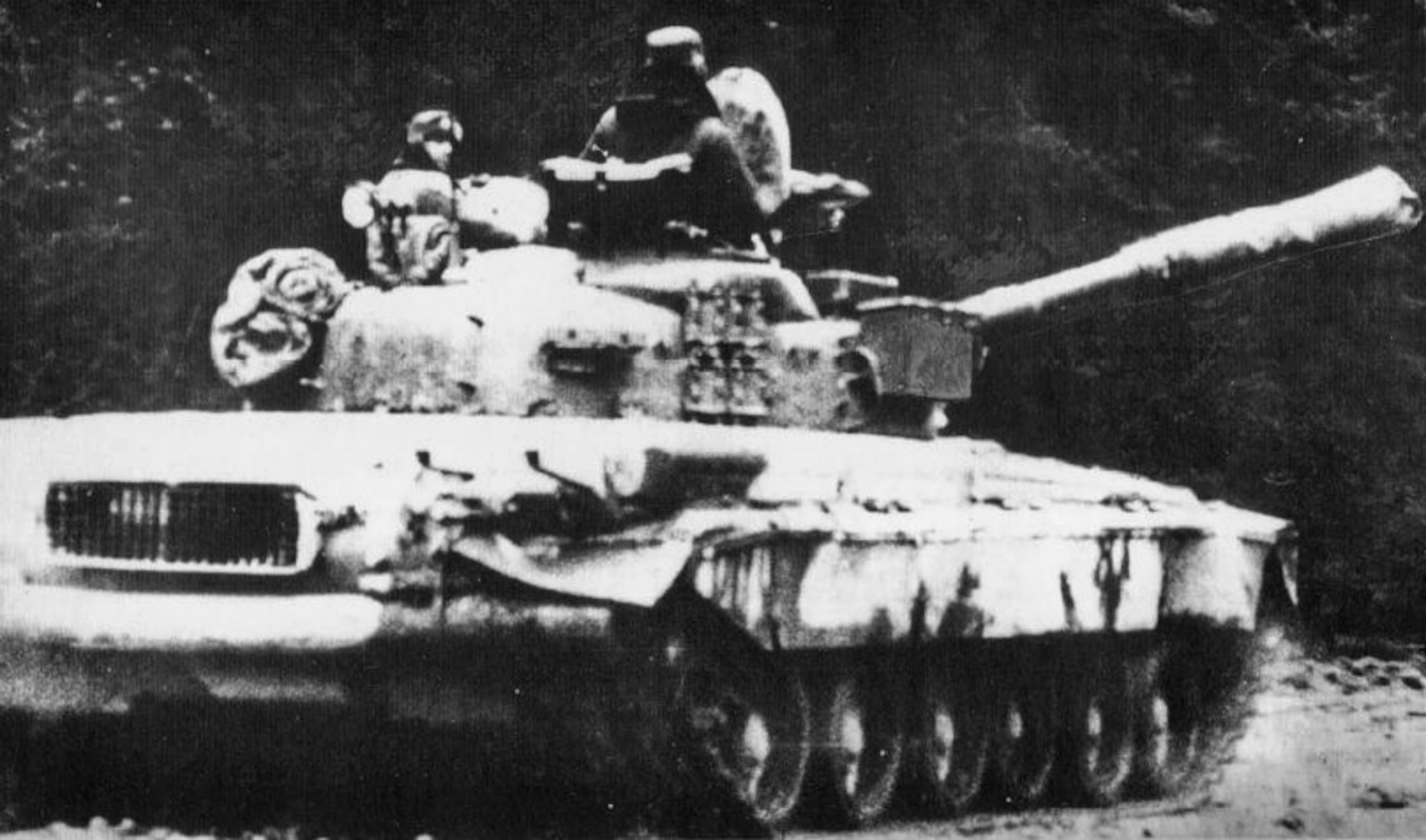
Um T-80 soviético em 1986.

O projeto de construção do primeiro tanque movido a força motriz advinda de turbina começou em 1949 e foi idealizada por A. Ch. Starostienko, que trabalhava na Fábrica Kirov de Leningrado (LKZ). Este tipo de veículo nunca foi construído por conta dos modelos de turbinas disponíveis serem de péssima qualidade. Em 1955, no mesmo local sob a orientação de G.A. Ogloblin, dois protótipos de 1.000 cv (746 kW) foram construídos.
Dois anos depois, uma equipe liderada pelo notório designer de tanque pesados, J. Kotin desenvolveu dois protótipos de veículo de combate denominados Oby'ekt 278. Ambos eram híbridos criados a partir dos já existentes IS-7 e T-10, ambos tanques pesados, que contavam com o motor de turbina GTD-1, pesando cerca 53,5 t e equipados com um canhão ranhurado M65 de 130 mm. O motor de turbina permitiu o tanques alcançassem cerca de 57,3 km / h (35,6 mph), com apenas 1950 litros de combustível a bordo. Com esta configuração a autonomia de rodagem era de 300 km (190 milhas).
Os dois tanques eram considerados veículos experimentais e o trabalho sobre eles foi terminado. Em 1963, o Morozov Design Bureau desenvolveu os tanques T-64 e T-64T. Como fornecimento de energia motriz foi utilizado um motor a turbina modelo GTD-3TL que produzia 700 cv de potência (522 kW). O tanque ficou em fase de testes até 1965.
Ao mesmo tempo na Uralvagonzavod, proeminente indústria datada da época do regime soviético, responsável pela produção atual de tanques modernos como os derivados T-90 e o futuro T-99 "Armata", sob a tutela de LN Karcew, foi desenvolvido o Ob'yekt 167T. Contava com um GTD-3T motor a turbina que fornecia 801 cv (597 kW) de força motriz.

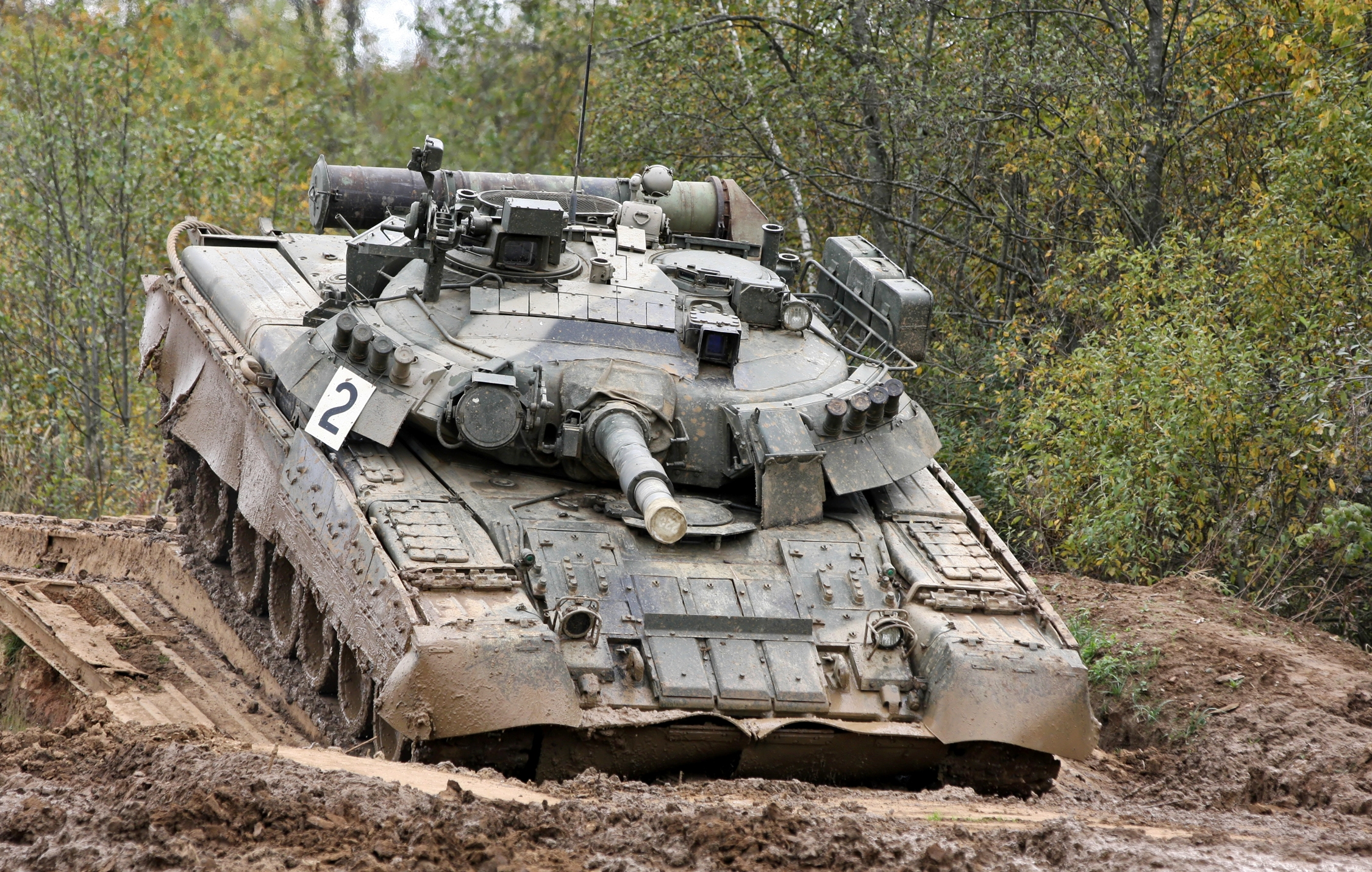
Um T-80U russo.

Em 1966, o tanque a foguete experimental, Ob'yekt 288, alimentado por duas turbinas de aviação GTD A-350 com uma potência combinada de 691cv (515 kW), foi construído. Testes indicaram que a propulsão dupla não era melhor do que os motores à turbina desenvolvidos desde 1968 no KB-3 da Usina de Kirov (LKZ) e na WNII Trans Masz. Os tanques fabricados na LKZ equipados com este tipo de motor à turbina foram projetados por Nikolay Popov. Seguindo estas configurações, foi construído em 1969 o Ob'yekt 219 SP1.
O Ob'yekt 219 SP1 foi renomeado como T-64T, e era alimentado por um GTD-1000T multi-combustível que alcançava até 1000 cv (746 kW). Durante os ensaios, ficou claro que o aumento de peso e características de dinâmica pediam uma reformulação completa do veículo. Para possibilitar tais alterações, foi adotado o sistema de esteiras de padrão Caterpillar, multinacional sediada nos Estados Unidos.
O segundo protótipo, designado Ob'yekt 219 SP2, recebeu rodas dentadas maiores e mais discos de rolamento. O número de rodas foi aumentada de quatro para cinco. O desenho da torre foi alterada para usar o mesmo compartimento, o mesmo canhão ranhurado de 125 mm modelo 2A46, um carregador automático e a mesma área para armazenagem de munições das munições do protótipo. Alguns equipamentos adicionais foram removidos do T-64A. A LKZ construiu uma série de protótipos baseados no Ob'yekt 219 SP2. Após sete anos de atualizações, o tanque foi denominado T-80.

## Descrição

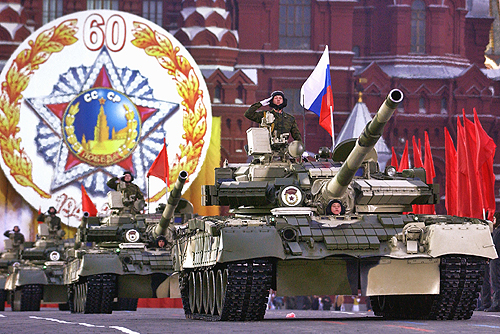
Grupo de T-80BV russos em desfile do Dia da Vitória de 2005.

O carro de combate T-80 foi desenvolvido nos finais dos anos 70, como resposta à construção dos tanques M1 Abrams estadunidense e Leopard 2 alemão.
Ele é um desenvolvimento direto do T-64, desenhado em Leningrado e produzido em fábricas localizadas em Karkov e Omsk, mas a principal diferença deste tanque ao seu antecessor (e a qualquer outro carro de combate russo) é a utilização de um motor a turbina, em detrimento de um motor convencional a diesel.
Além disso, o T-80, seguiu a tradição iniciada com o T-64, colocando os designers instalados em Leningrado, Rússia e da Ucrânia de estarem sempre à frente em termos de tecnologia. Foi o primeiro tanque da URSS a apresentar sistemas de telemetria a laser e capacidade de visão noturna.
O T-80, foi entrou em serviço na antiga URSS no ano de 1984. O veículo seguiu o padrão do Exército Vermelho e é pilotado por três tripulantes, ficando o condutor à frente, o comandante e o atirador na torre. O T-80 tem capacidade para disparar munição perfurante APFSDS, de Alto explosivo e também pode disparar mísseis anti-tanque AT-8.
Foram produzidas várias versões do T-80. A versão original (T-80) que foi pouco mais que experimental, a T-80B, produzida em maior numero e várias outras versões com diferentes tipos de blindagem reativa.
A Ucrânia, que no tempo da União soviética também fabricava o veículo na sua fábrica de Kharkov, optou por desenvolver exemplares com motor a diesel, sob o nome T-84.

## Histórico operacional
Em 1985, havia 1 900 tanques T-80 no inventário da União Soviética. De acordo com dados publicados na Rússia, cerca de 2 256 T-80 (até o modelo T-80BV, já que o T-80U nunca foi enviado para a Europa) estavam estacionados na Alemanha Oriental no Grupo de Forças Soviéticas (GSFG) entre 1986 e 1987 para proteger a Europa oriental. Em 1991, quando a União Soviética estava se desintegrando, o Exército Soviético operava 4 839 tanques T-80 de vários tipos de modelos.
Antes da Invasão da Ucrânia pela Rússia em 2022, o T-80 nunca foi usado da maneira como se pretendia (guerra convencional em campo aberto em larga escala na Europa). Este blindado foi usado durante o caos e mudanças políticas e econômicas na Rússia durante a década de 1990. Em agosto de 1991, comunistas e comandantes militares aliados tentaram derrubar Mikhail Gorbachev e recuperar o controle sobre a instável União Soviética. Colunas de T-80UD da 4ª Divisão de Tanques de Guardas Kantemirovskaya dirigiram pelas ruas de Moscou mas a tentativa de golpe de estado falhou quando as tripulações dos tanques se recusaram a atacar o público ou o parlamento.

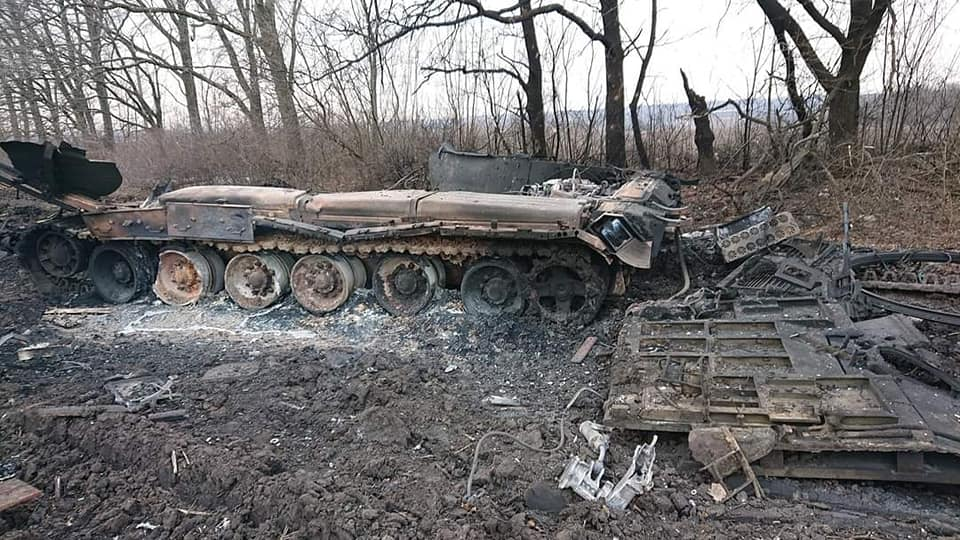
Destroços de um T-80 russo na Ucrânia.

Em 1995, a Federação Russa tinha quase 5 000 T-80s, de diversas variantes, no seu inventário, mas este número foi reduzido para 3 500 por volta de 1998. Vários destes blindados foram incorporados nos exércitos das antigas repúblicas soviéticas, como a Ucrânia, Bielorrússia e Cazaquistão. A Rússia utilizou o T-80 durante a Primeira Guerra da Chechênia, mas não na Segunda. A primeira experiência de combate real para o T-80 na Chechênia não foi bem sucedida, pois os tanques foram usados para capturar cidades, uma tarefa para a qual não eram muito adequados devido à baixa depressão e elevação do canhão 2A46-M1 em todos os tanques russos. A inexperiência dos tripulantes e a incapacidade dos comandantes atrapalhou tanto quanto as falhas técnicas. Após a queda da União Soviética, o governo russo colocou, durante a década de 1990, pouco dinheiro nas forças armadas na qualificação de pessoal e os equipamentos em geral (como o T-80) sofreram devido a falta de manutenção.
Devido a performance ruim nos conflitos da década de 1990, o T-80 só foi ver ação novamente em 2022 durante a Invasão russa da Ucrânia. Nessa guerra, a Rússia utilizou o T-80, junto com centenas de T-72s e T-90s. Assim como nos conflitos anteriores, o T-80 (e as demais colunas blindadas russas) não se saiu muito bem em batalha, sendo alvos fáceis para as armas anti-tanque ucranianas, como o FGM-148 Javelin. Vários tanques T-80BVM acabaram sendo destruídos em combate contra os ucranianos, com muitos sendo capturados também. Nos primeiros dois meses de conflito, pelo menos 19 tanques T-80 foram destruídos com 100% de certeza (com confirmação visual). Segundo o site independente Oryxspioenkop, até agosto de 2024, cerca de 927 T-80 russos (de diversas variantes) foram perdidos (destruídos, danificados, abandonados ou capturados pelos ucranianos). Já a Ucrânia perdeu 65 destes veículos em combate.

## Variantes do T-80

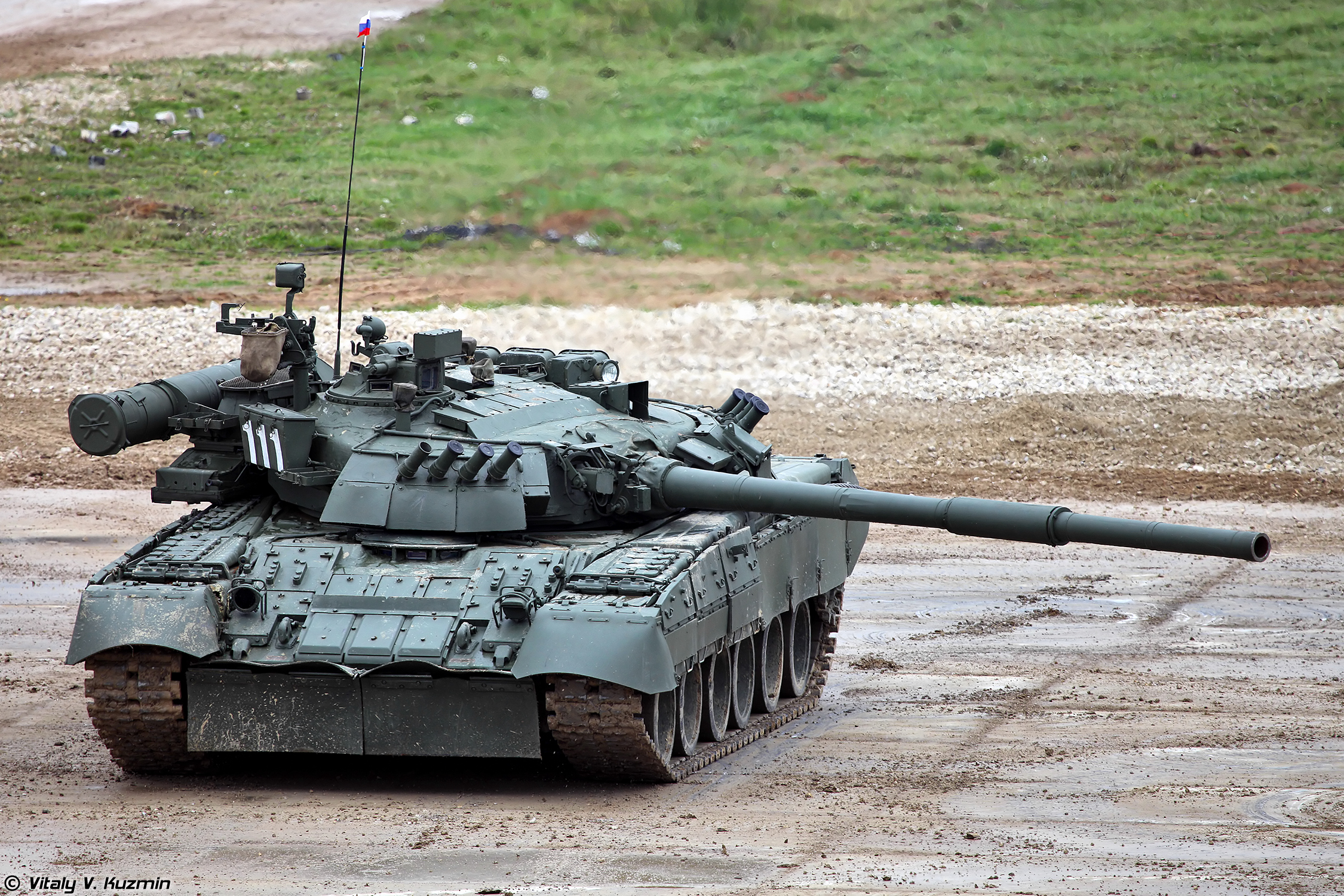
Um T-80U russo em 2016.

Segue os mais proeminentes modelos do T-80, fabricados na União Soviética, na Rússia e Ucrânia, com os respectivos anos de introdução em serviço.
- T-80 (1976) - modelo original, com motor de turbina a gás 1000 cv, telêmetro por laser, sem mísseis. Este modelo não fornece suporte ao uso de blindagem reativa a explosivos.
- T-80B (1978) - Este modelo possui uma nova torre, sistema de controle de fogo e carregador automático para o lançamento míssil anti-tanque guiado  9M112-1 Kobra. Este modelo suporta blindagem reativa a explosivos, totalizando uma proteção de 400 mm de espessura, tecnologia adicionada no ano de 1985. Um motor de 1100 cv foi adicionado em 1980, um novo canhão ranhurado foi adicionado em 1982.
- T-80A (1982) - Um movimento de padronização levou a um tanque com uma nova torre maior e melhor blindada. Esta versão contava com um sistema mais atualizado de controle de fogo.
- T-80U (1985) - Desenvolvimento com blindagem reativa a munição explosiva, novo sistema de mira e mísseis 9K119 Refleks. Em 1990, um novo motor de 1250 cv foi instalado.
- T-80UD Bereza (1987) - versão a diesel fabricada na Ucrânia com 1000 cv fornecidos por um motor 6TD. Esta variante possuía uma metralhadora anti-aérea a controle remoto.
- T-84 (1999) - Também conhecido por T-80UD, possuía motor a diesel de 1200 cv e uma torre com novo design.
- Black Eagle "Chernaya Oreal" (protótipo) - Protótipo que serviu de base para a construção de tanques como o chinês Type 99. Vários destes protótipos fabricados na Rússia são exibidos em feiras. Esta variante conta com um chassis mais longo e um par extra de discos de rolamento. Nota-se uma torre bem maior com o compartimento de munições mais espaçoso e separado.
- T-80BVM (2017) - versão mais moderna, armada com um canhão 2A46M-5 de 125 mm, além de um motor de turbina a gás atualizado e atualizações de vários outros sistemas. O tanque também tem um novo carregador automático capaz de disparar o 3BM59 APFSDS de urânio empobrecido e o 3BM60 de tungstênio.[20][21][22]

## Principais usuários
- Rússia
- Designação local: T-80

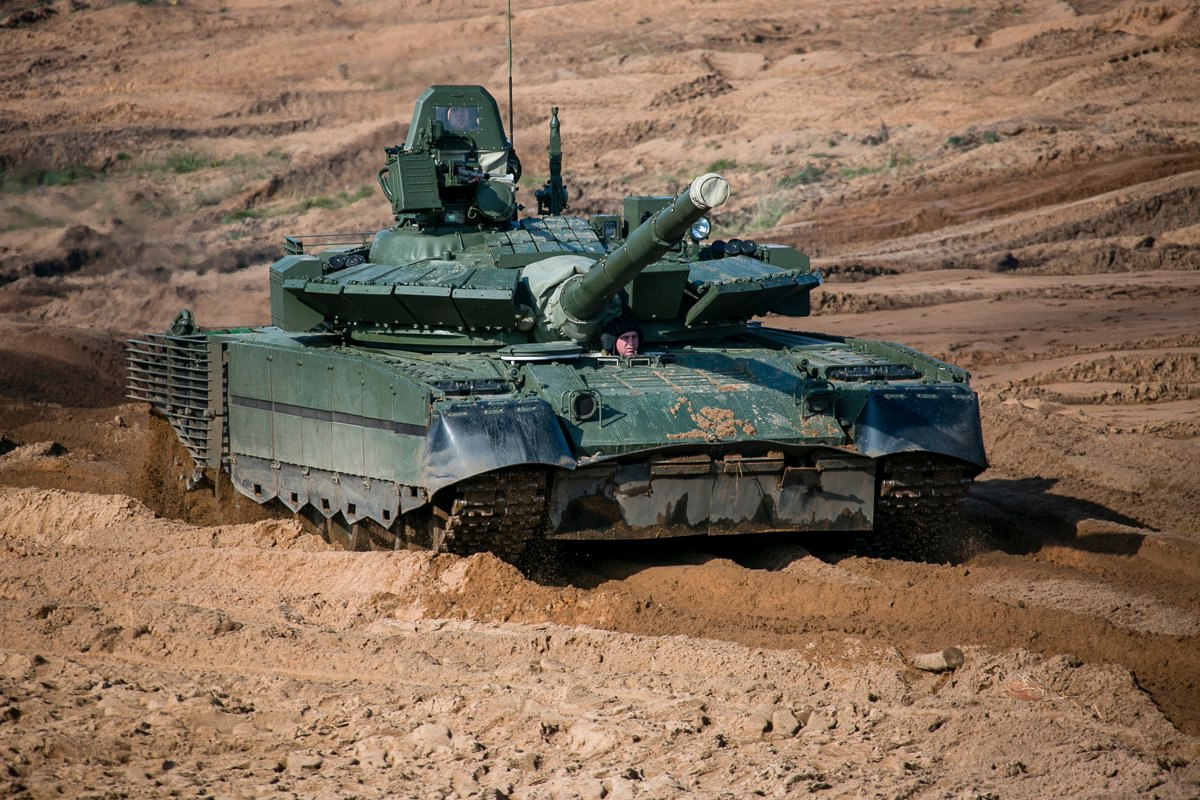
O T-80BVM, a variante mais moderna, construída em 2017.

- Quantidade máxima: 3 044 blindados das variantes T-80B, T-80BV e T-80U (em estoque).[23]
- Situação operacional: Em serviço

O T-80 constitui a espinha dorsal das forças blindadas da Rússia. Veio como substituto do T-64 ao longo dos anos 80 e início dos anos 90.
Apesar de ser utilizado em larga escala pelas forças armadas da Rússia, o T-64 era considerado um tanque muito caro de produzir e de operar, o que fez com que fossem abertas concessões para o desenvolvimento de um tanque mais barato, mas que não perdesse a efetividade do mesmo.

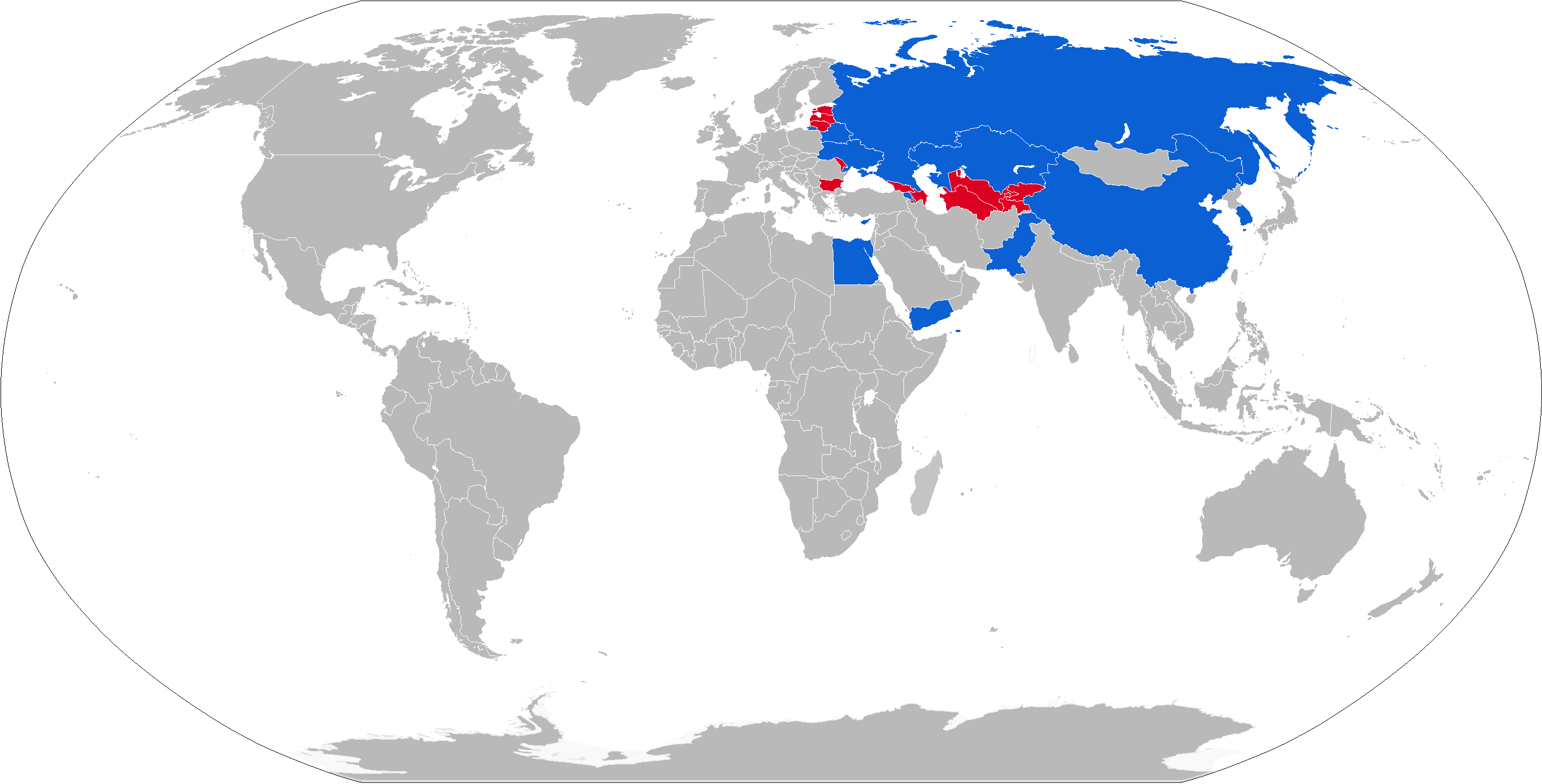
Em azul, países que utilizam o T-80. Em vermelho, países que não o utilizam mais.

A necessidade de um tanque capaz de enfrentar o M1A1 Abrams estadunidense e o Leopard 2 alemão levou os projetistas da antiga URSS a desenhar um tanque que conseguisse superar os tanques ocidentais em velocidade, uma vez que não o conseguiriam fazer em blindagem.
Foi esta opção que levou à utilização de uma turbina em vez de um motor a diesel visto que a indústria russa não possuía motores a diesel compactos o bastante para caber num T-80.
Embora bastante poderoso, o motor não conseguiu, como esperado, superar a performance dos tanques ocidentais.
Outro fator que conta contra o T-80 é o consumo elevado do motor GTD-1000, o que reduzia a autonomia do T-80 a valores inferiores aos dos tanques T-72, mais antigos.
Por causa dos problemas causados pelo consumo da turbina (que consome muito combustível mesmo com o tanque parado) a indústria Russa não deverá apostar mais neste tipo de motor, embora tenha sido lançada uma versão equipada com uma turbina com 1250 cv de potência.
Os fabricantes do T-80 continuam a concorrência perante a Uralvagonzavod que fabrica o T-72/T-72B e que propõe o T-90 como solução para substituição dos tanques mais antigos e que recebeu encomendas.
Entre as suas propostas encontra-se um protótipo conhecido como T-95 ou Black Eagle, que incorporará um canhão de maior calibre além de outras tecnologias no campo da proteção, nomeadamente melhor blindagem. Este tanque no entanto, continua a basear-se na plataforma do T-64/T-74/T80/T-90. Os blindados mais velhos estão sendo atualizados para o modelo mais moderno T-80BVM.
- Ucrânia
- Designação local: T-80
- Quantidade máxima: 345 T-80UD em 1995; 271 em 2005.[24]
- Situação operacional: Em serviço

Praticamente todos os T-80 ainda em serviço na Ucrânia são veículos do periodo da União Soviética que foram atribuidos à Ucrânia. Existem planos para modernizar os T-80 e converte-los num padrão mais moderno idêntico ao dos tanques T-84 OPLOT.

## T-80U

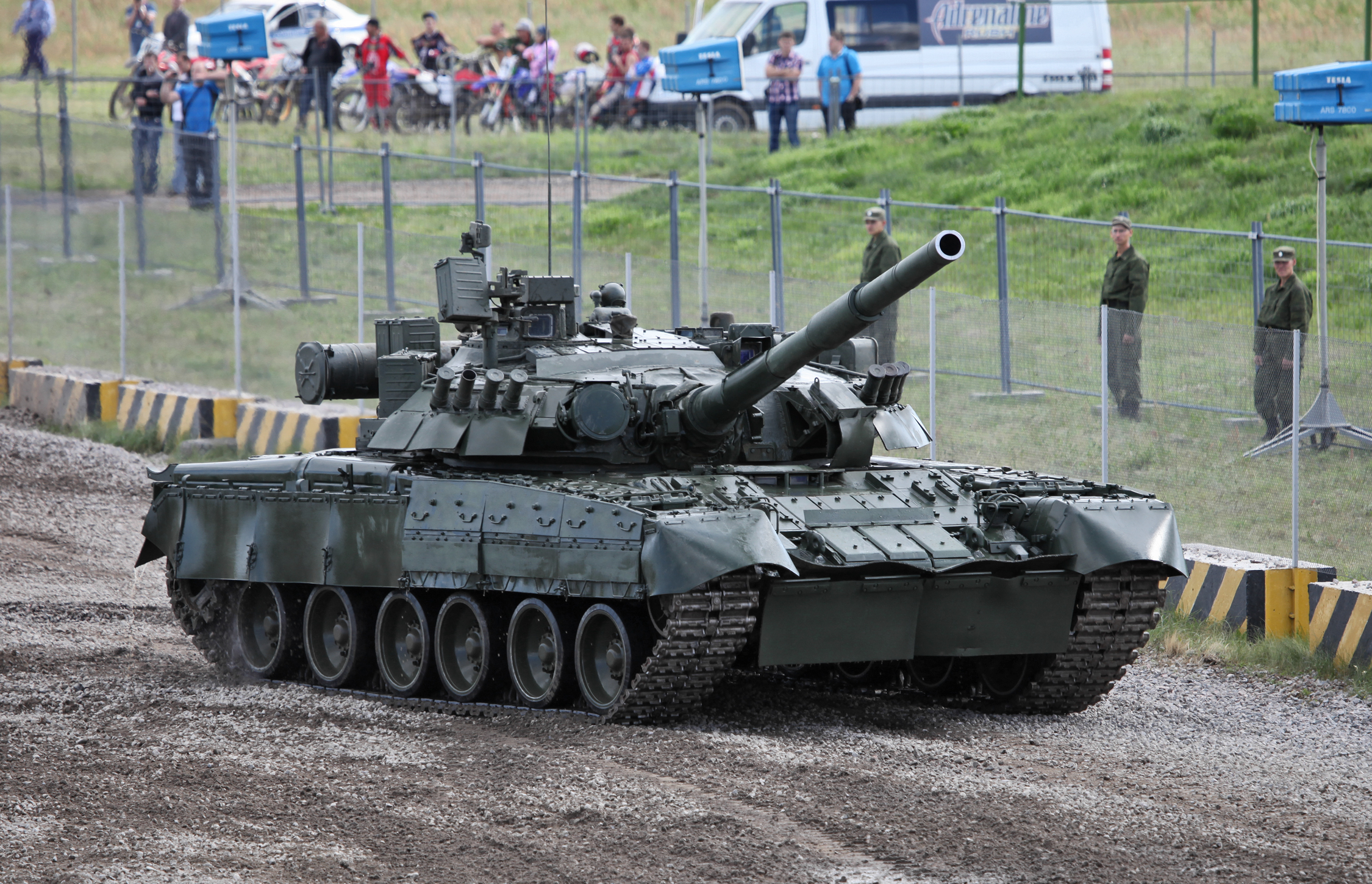
Um T-80U russo.

O T-80U, é uma espécie de volta às origens por parte da Transmash-Omsk, e uma resposta à concorrência. Contrariamente ao T-80 inicial, o T-80U têm um motor convencional e abandonou a utilização do motor de turbina que caracteriza o T-80.
Como os outros tanques da familia, o T-80U tem carregador automático e pode disparar com o tanque em andamento, até uma velocidade de 30Km/h. O canhão está ligado a um telemetro laser e a um computador de tiro.
Em termos gerais o veículo é mais sofisticado que o seu antecessor principalmente a nível de eletrônica, dado a peça principal, carregador e sistema de suspensão se terem mantido praticamente inalterados.
A versão T-80UK, está equipada com antenas adicionais para funcionar como tanque de comando.
A versão T-80U-M1, tem blindagem adicional na frente e nas laterais da torre e está equipado com o sistema de proteção Shtora.
O T-80U é geralmente considerado mais sofisticado e melhor blindado que o T-72 e as suas versões derivadas T-90. No entanto, o seu custo mais elevado parece ter sido a principal razão que levou o exército russo a optar pelo T-90. O T-80U foi substituído, a partir de 2017, pelo T-80BVM como a variante mais moderna.
Principais utilizadores
- Rússia

- Designação local:T-80U / UD / UM

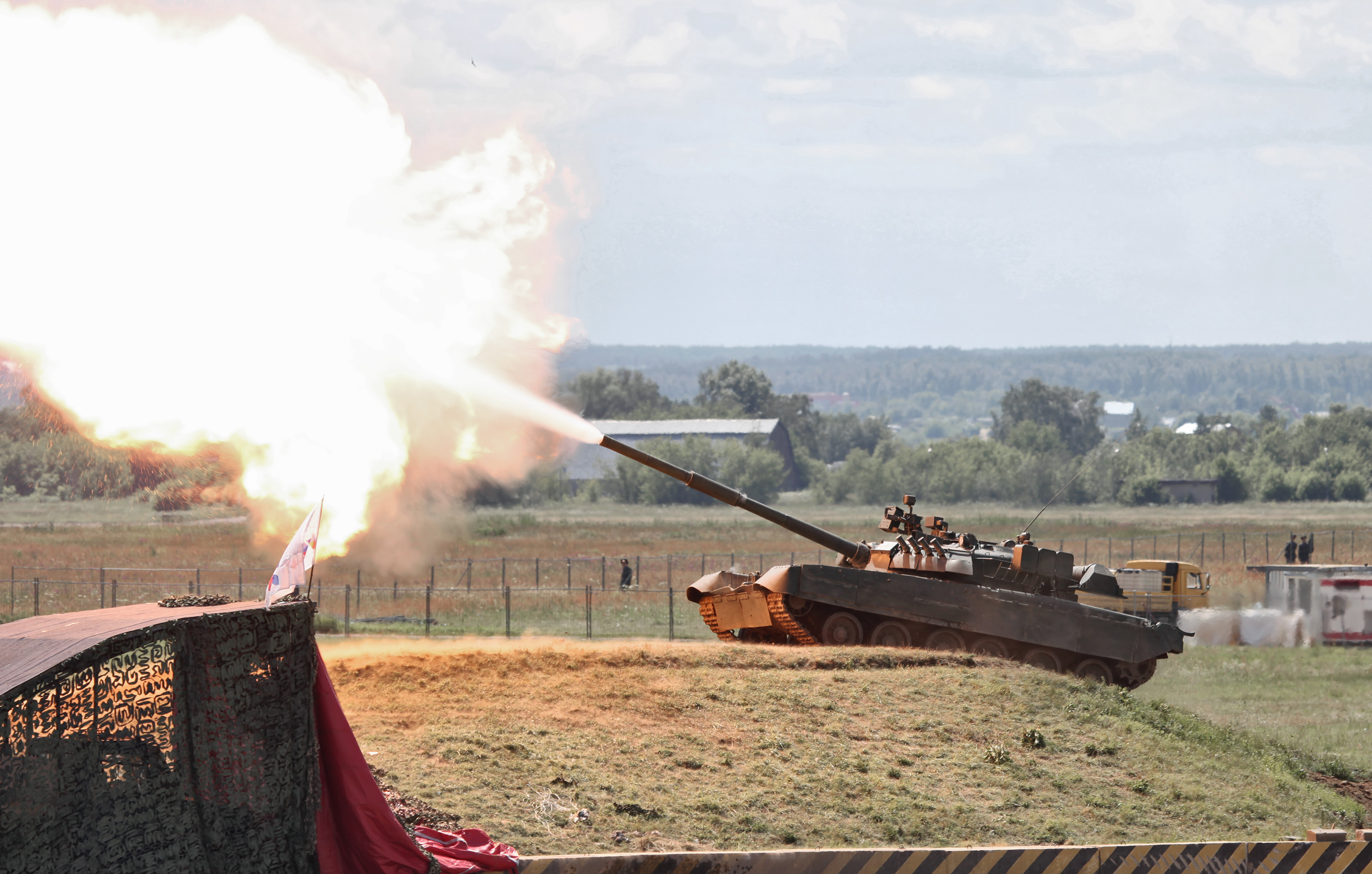
Um T-80U disparando num exercício de exibição.

- Quantidade máxima: 5.000 - Quantidade em serviço: 4.500
- Situação operacional: Em serviço

Os carros de combate T-80 são resultado da herança russa de carros de combate da antiga União Soviética.
O numero de 4.500 unidades também inclui vários T-80 mais antigos, com motor a turbina.
- Coreia do Sul
- Designação local: T-80U
- Quantidade máxima: 43 - Quantidade em serviço: 43
- Situação operacional: Em serviço

O fornecimento por parte da Rússia de carros de combate T-80 esteve envolto em alguma controvérsia, com varios rumores afirmando que a Coreia do Sul optaria por este tipo de carro de combate para substituir os seus carro K1. Na verdade, dos 43 veículos fornecidos 33 num fornecimento inicial a que se somaram mais 10 exemplares, destinou-se a permitir o pagamento da divida da URSS à Coreia do Sul.
Embora não seja claro, é no entanto possível que alguma influência a utilização deste pequeno numero de carros de combate tenha tido no exército sul-coreano.
Ao contrário dos restantes carros de combate coreanos, o T-80U utiliza um sistema de carregamento automático que é norma dos carros soviéticos/russos.
Aparentemente os coreanos gostaram da solução, porque o mais recente carro de combate desenhado pela Hyundai, o K2 Black Panther inclui um carregador automático.